# Trichromothrips xanthius
Trichromothrips xanthius är en insektsart som först beskrevs av Williams 1917.  Trichromothrips xanthius ingår i släktet Trichromothrips och familjen smaltripsar. Inga underarter finns listade i Catalogue of Life.